# 台湾総督府財務局
台湾総督府財務局（たいわんそうとくふざいむきょく）は、台湾総督府に置かれた内部部局。租税、予算決算などを担当する部門である。

## 概要
1895年（明治28年）5月、台湾総督府が設置され、その民政局に財務部が設置された。これが財務局の嚆矢である。1897年（明治30年）11月、民政局から財務部が独立し財務局となるが、1898年（明治31年）6月に廃止となった。
1901年（明治34年）11月、民政部に財務局が設置され、以後、1945年（昭和20年）10月に台湾総督府が廃止されるまで存続した。

## 沿革
- 1895年（明治28年）
  - 5月 - 台湾総督府民政局に財務部を設置。主税課、関税課を置く[1]。
  - 8月 - 主税課を租税課に名称変更。
- 1896年（明治29年） - 部内に租税課、関税課、経理課、監督課、調査課を置く。
- 1897年（明治30年）11月 - 民政局から財務部が独立し財務局を設置[2]。税務課、主計課、経理課、土木課を置く。
- 1898年（明治31年）6月 - 財務局を廃止し、民政局から改称された民政部に主計課、税務課、会計課などを設置。
- 1901年（明治34年）11月 - 民政部に財務局を設置[3]。主計課、税務課、会計課を置く。
- 1909年（明治42年）10月 - 局内に金融課を置く。
- 1919年（大正8年）8月 - 民政部が廃止され、台湾総督府財務局となる[4]。
- 1924年（大正13年）12月 - 会計課を総督官房へ移管し、主計課、税務課、金融課の三課となる。
- 1942年（昭和17年）11月 - 会計課、営繕課が加わり、五課体制となる。

## 機構
1945年現在。
- 財務局
  - 主計課
  - 税務課
  - 金融課
  - 会計課
  - 営繕課

## 歴代財務局長・財務部長
| 氏名                     | 在任期間                        | 備考                     |
| 台湾総督府民政局財務部長 | 台湾総督府民政局財務部長        | 台湾総督府民政局財務部長 |
| ------------------------ | ------------------------------- | ------------------------ |
| 不明                     | 1895年5月21日 - 1896年4月8日    |                          |
| 山口宗義                 | 1896年4月9日 - 1897年7月29日    |                          |
| 中村是公                 | 1897年7月30日 -                 | 心得                     |
| 曽根静夫                 | 1897年8月28日 - 1897年11月1日   |                          |
| 台湾総督府財務局長       |                                 |                          |
| 曽根静夫                 | 1897年11月1日 - 1898年3月2日    | 兼務                     |
| 中村是公                 | 1898年3月2日 - 1898年3月29日    | 事務取扱                 |
| 祝辰巳                   | 1898年3月29日 - 1898年6月20日   | 事務取扱                 |
| （財務局廃止）           |                                 |                          |
| 台湾総督府民政部財務局長 |                                 |                          |
| 祝辰巳                   | 1901年11月11日 - 1906年4月14日  |                          |
| 中村是公                 | 1906年4月14日 - 1906年11月26日  |                          |
| 峡謙斉                   | 1906年11月26日 - 1907年5月4日   | 心得                     |
| 小林丑三郎               | 1907年5月4日 - 1910年5月5日     |                          |
| 峡謙斉                   | 1910年5月5日 -                  | 心得                     |
| 中川友次郎               | 1910年9月15日 - 1917年9月26日   |                          |
| 末松偕一郎               | 1917年9月26日 - 1919年8月20日   |                          |
| 台湾総督府財務局長       |                                 |                          |
| 末松偕一郎               | 1919年8月20日 - 1920年11月25日  |                          |
| 阿部滂                   | 1920年11月25日 - 1926年10月12日 |                          |
| 富田松彦                 | 1926年10月12日 - 1930年10月24日 |                          |
| 池田蔵六                 | 1930年12月9日 - 1932年3月15日   |                          |
| 岡田信                   | 1932年3月15日 - 1936年2月14日   |                          |
| 嶺田丘造                 | 1936年2月14日 - 1939年7月24日   |                          |
| 中島一郎                 | 1939年7月24日 - 1943年10月6日   |                          |
| 高橋衛                   | 1943年10月6日 - 1945年5月23日   |                          |
| 根井洸                   | 1945年5月23日 -                 |                          |